# L'Arbre au soleil
L'Arbre au soleil (陽だまりの樹, Hidamari no ki) est un manga seinen d'Osamu Tezuka prépublié de d'avril 1981 à décembre 1986 dans le magazine Big Comic, publié par l'éditeur Shōgakukan une première fois en onze volumes de mai 1983 à avril 1987 puis en sept volumes de juillet 1988 à janvier 1989. Le manga a bénéficié de multiples rééditions au Japon sous différents formats. La version française a été éditée en huit volumes par Tonkam entre novembre 2004 et septembre 2006 dans le sens de lecture occidental.
En 1984, la série remporte le Prix Shōgakukan dans la catégorie générale.

## Synopsis
Le manga retrace l'histoire de deux hommes, un samouraï, Ibuya, et un médecin, Tezuka, au début de l'ère Ansei. Il y est fait notamment mention de nombreux événements politiques ayant eu lieu lors de cette période charnière.
Les deux héros devront faire face à leur manière aux bouleversements de la société japonaise, comme l'introduction de la médecine moderne (ou "Hollandaise") au Japon, de même que le séisme Ansei Edo ou encore l’épisode des Navires Noirs.

## Manga

### Liste des volumes
| no | Japonais       | Japonais   | Français         | Français          |
| no | Date de sortie | ISBN       | Date de sortie   | ISBN              |
| -- | -------------- | ---------- | ---------------- | ----------------- |
| 1  | 17 mai 1988    | 4091920519 | 26 novembre 2004 | 978-2-8458-0594-1 |
| 2  | 17 mai 1988    | 4091920527 | 25 février 2005  | 978-2-8458-0595-8 |
| 3  | 17 mai 1988    | 4091920535 | 27 mai 2005      | 978-2-8458-0596-5 |
| 4  | 17 mai 1988    | 4091920543 | 26 août 2005     | 978-2-8458-0597-2 |
| 5  | 17 mai 1988    | 4091920551 | 23 novembre 2005 | 978-2-8458-0598-9 |
| 6  | 17 juin 2012   | 409192056X | 3 mai 2006       | 978-2-8458-0599-6 |
| 7  | 17 juin 2012   | 4091920578 | 12 juillet 2006  | 978-2-8458-0600-9 |
| 8  | 17 juin 2012   | 4091920586 | 6 septembre 2006 | 978-2-8458-0601-6 |

## Réception
Pour Florian Rubis, rédacteur de dBD, « Cette série au dessin semi-réaliste soigné impressionne par sa densité narrative ».

## Anime
La série a été adaptée en anime de vingt-cinq épisodes réalisés par Gisaburō Sugii et diffusés entre le 4 avril 2000 et le 19 septembre 2000 sur NTV. Neuf DVD contenant chacun deux à trois épisodes de la série ont été commercialisés par VAP entre le 21 juin 2000 et le 21 février 2001,
La série d'animation reçoit le prix d'excellence du Japan Media Arts Festival 2000.

### Liste des épisodes
| No | Titre de l’épisode en anglais           | Titre original de l’épisode         | Date de 1re diffusion |
| -- | --------------------------------------- | ----------------------------------- | --------------------- |
| 1  | Three Hundred Slopes                    | 三百坂 Sanbyaku Saka                | 4 avril 2000          |
| 2  | Ryoan Sets Sail                         | 良庵出帆 Ryuan Shupan               | 11 avril 2000         |
| 3  | Pas de traduction officielle            | 曾根崎新地 Sonezaki Shinchi         | 18 avril 2000         |
| 4  | Before the Storm                        | 嵐の前 Arashi no Mae                | 25 avril 2000         |
| 5  | The Great Earthquake of the Ansei Era   | 安政の大地震 Ansei no Ojishin       | 2 mars 2000           |
| 6  | Vaccination Clinic                      | 除痘館 Jotokan                      | 9 mars 2000           |
| 7  | Harris Arrives                          | ハリス来航 Harisu Raikou            | 16 mars 2000          |
| 8  | Sad News and Expulsion                  | 悲報と破門 Hihou to Hamon           | 23 mars 2000          |
| 9  | Shindakawa's Duel                       | 神田川の対決 Kanda Gawa no Taiketsu | 30 mars 2000          |
| 10 | The Petition                            | 請願書 Seigan Sho                   | 6 juin 2000           |
| 11 | Meeting with the General                | 将軍謁見 Shougun Ekken              | 13 juin 2000          |
| 12 | Doctor Oku                              | 奥医師 Oku Ishi                     | 20 juin 2000          |
| 13 | Establishment of the Vaccination Clinic | 種痘所設立 Shutou Sho Setsuritsu    | 27 juin 2000          |
| 14 | Korori's Visit                          | コロリ参上 Korori Sanjou            | 4 juillet 2000        |
| 15 | Imprisonment                            | 投獄 Tougoku                        | 11 juillet 2000       |
| 16 | Storm of the Spring                     | 春の嵐 Haru no Arashi               | 18 juillet 2000       |
| 17 | Return                                  | 帰還 Kikan                          | 25 juillet 2000       |
| 18 | Parting                                 | 惜別 Sekibetsu                      | 1er août 2000         |
| 19 | Visitor                                 | 来訪者 Raihou Sha                   | 8 août 2000           |
| 20 | Military Station Doctor                 | 屯所付医師 Tonsho Duke Ishi         | 15 août 2000          |
| 21 | The Infantrymen Take the Field          | 歩兵組出陣 Hohei Gumi Shutsujin     | 22 août 2000          |
| 22 | Morning Assult                          | 暁の強襲 Akatsuki no Kyoushuu       | 29 août 2000          |
| 23 | Dispatch of Troops to Choshu            | 長州出兵 Choushuu Shuppei           | 5 septembre 2000      |
| 24 | The Direct Petition                     | 直訴 Jikiso                         | 12 septembre 2000     |
| 25 | Dawn                                    | 夜明け Yoake                        | 19 septembre 2000     |

## Drama

### Distribution
- Hayato Ichihara : Majiro Ibuya
- Hiroki Narimiya : Ryoan Tezuka
- Mei Kurokawa : Oseki
- Masahiko Tsugawa : Toko Fujita
- Tokuma Nishioka : Senzaburo
- Kimiko Ikegami : Otone
- Takashi Sasano	: Ryosen
- Yûko Kotegawa
- Chihiro Ohtsuka
- Yûko Fueki
- Shinobu Otsuka
- Vincent Giry : French Merchant
- Tsukinosuke Ichikawa
- Ryo Tajima
- Eric Bossick : Henry Heusken